# Агафоновская (Вожегодский район)
Агафоновская — деревня в Вожегодском районе Вологодской области.
Входит в состав Мишутинского сельского поселения, с точки зрения административно-территориального деления — в Мишутинский сельсовет.
Расстояние по автодороге до районного центра Вожеги — 63 км, до центра муниципального образования Мишутинской — 3 км. Ближайшие населённые пункты — Поповка, Ожигинская, Мишутинская.
По переписи 2002 года население — 2 человека.